# Joo Hyun-Jung
Joo Hyun-Jung (en coreano: 주현정; 3 de mayo de 1982) es una deportista surcoreana que compitió en tiro con arco, en la modalidad de arco recurvo.
Participó en los Juegos Olímpicos de Pekín 2008, obteniendo una medalla de oro en la prueba por equipo. Ganó dos medallas de oro en el Campeonato Mundial de Tiro con Arco al Aire Libre de 2009.

## Palmarés internacional
| Juegos Olímpicos                 | Juegos Olímpicos      | Juegos Olímpicos | Juegos Olímpicos |
| Año                              | Lugar                 | Medalla          | Prueba           |
| -------------------------------- | --------------------- | ---------------- | ---------------- |
| 2008                             | Pekín (China)         | Medalla de oro   | Equipo           |
| Campeonato Mundial al Aire Libre |                       |                  |                  |
| Año                              | Lugar                 | Medalla          | Prueba           |
| 2009                             | Ulsan (Corea del Sur) | Medalla de oro   | Individual       |
| 2009                             | Ulsan (Corea del Sur) | Medalla de oro   | Equipo           |